# Вынош
Вынош — река в России, протекает в Межевском районе Костромской области. Вынош — правая составляющая реки Княжая, образует её, сливаясь с рекой Святица. Длина реки составляет 16 км.
Исток реки в лесах западнее посёлка Центральный. Река течёт на запад по ненаселённому лесу, незадолго до устья принимает справа крупнейший приток Быструю у покинутой деревни Быстрая.

## Данные водного реестра
По данным государственного водного реестра России относится к Верхневолжскому бассейновому округу, водохозяйственный участок реки — Унжа от истока и до устья, речной подбассейн реки — Бассей притоков Волги ниже Рыбинского водохранилища до впадения Оки. Речной бассейн реки — (Верхняя) Волга до Куйбышевского водохранилища (без бассейна Оки).
Код объекта в государственном водном реестре — 08010300312110000015471.